# Trò chơi năm 1975
Trang này liệt kê các board game, trò chơi thẻ bài, wargame, trò chơi mô hình thu nhỏ, và trò chơi nhập vai tabletop xuất bản năm 1975.  Đối với trò chơi điện tử, xem Trò chơi điện tử năm 1975.

## Trò chơi phát hành hoặc phát minh năm 1975
- Battle of the Five Armies
- Boot Hill (trò chơi nhập vai tabletop)
- Cemetery Hill: The Battle of Gettysburg, 1–ngày 3 tháng 7 năm 1863
- Chinese Farm
- Dungeon!
- En Garde! (trò chơi nhập vai tabletop)
- Golan
- Headache
- Klondike
- Midway
- Pay Day
- Search & Destroy: Tactical Combat Vietnam 1965-1966
- The Siege of Minas Tirith
- Sorcerer
- SSN
- Star Probe[1]
- Starship: The Game of Space Contact
- Stellar Conquest
- Tunnels & Trolls (trò chơi nhập vai tabletop)
- White Bear and Red Moon
- The Ythri

## Sự kiện lớn liên quan đến trò chơi năm 1975
- Chaosium Inc. được thành lập bởi Greg Stafford.
- Fantasy Games Unlimited được thành lập bởi Scott Bizar.
- Games Workshop được thành lập bởi Ian Livingstone và Steve Jackson.
- Metagaming Concepts được thành lập.

## Chết
| Ngày       | Tên      | Tuổi | Chức vụ               |
| ---------- | -------- | ---- | --------------------- |
| 31 tháng 1 | Don Kaye | 36   | Đồng sáng lập của TSR |